# 알프스 교향곡

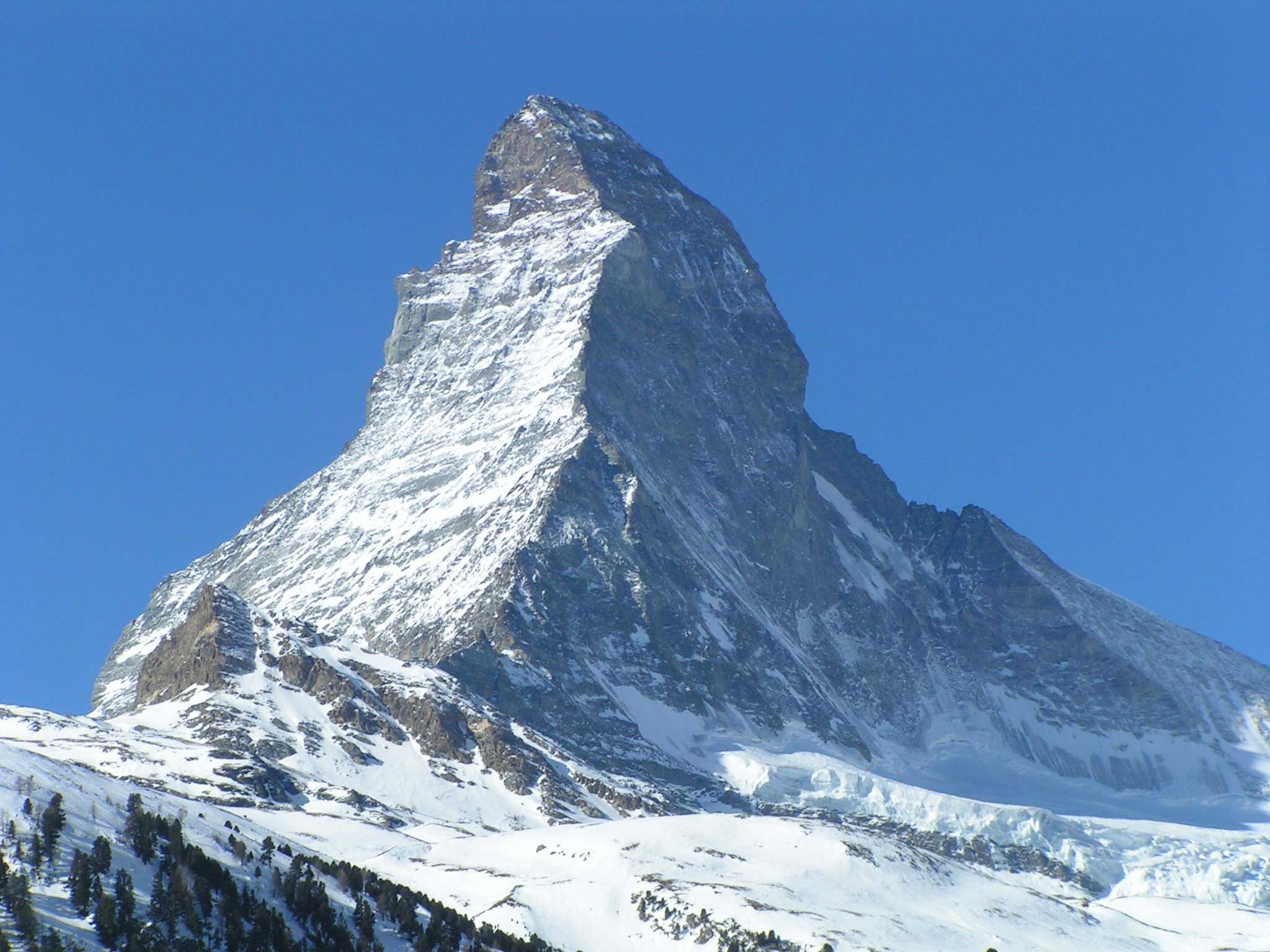
체르마트에서 본 마테호른

《교향곡 4번 내림나단조 Op.64 '알프스'》(An Alpine Symphony, Eine Alpensinfonie)는 리하르트 슈트라우스가 작곡한 4번째이자 마지막 교향곡이다.
리하르트 슈트라우스가 작곡한 마지막 관현악곡이다. 이 작품은 산을 오르는 동안 경험한 것을 담고 있는데, 어린 시절 산을 오르다가 길을 잃어 헤매다가 폭풍우를 만났는데, 다행히도 근처 농가의 도움을 받아 구출됐다. 자연을 사랑했던 슈트라우스는 이런 경험을 살려서 이 작품을 작곡했다.

## 악기 편성
아주 거대한 편성을 가지고 있다.
- 목관악기: 피콜로2(플루트를 겸함), 플루트2, 오보에2, 잉글리시 호른(오보에를 겸함), 헤켈폰, E플랫 클라리넷, 클라리넷2, 베이스 클라리넷, 바순3, 콘트라바순(바순을 겸함)
- 금관악기: 호른4, 바그너 튜바4(호른을 겸함), 트럼펫4, 트롬본4, 튜바2
- 타악기: 팀파니(연주자 2명), 글로켄슈필, 큰북, 작은북, 심벌즈, 트라이앵글, 탐탐, 카우 벨, 윈드 머신(풍음기), 선더시트
- 건반악기: 첼레스타, 오르간
- 현악기: 하프2, 제1바이올린18, 제2바이올린16, 비올라12, 첼로10, 더블베이스8
- 무대 밖: 호른12, 트럼펫2, 트롬본2

## 구성
거대한 소나타 형식의 단일악장으로 되어 있는데, 여기에 22개의 작은 제목이 붙어있는 장면이 달려있다. 이것을 크게 서주, 제시부, 전개부, 재현부, 코다로 5부분으로 나눌 수 있다.
서주:
- 1. 밤
- 2. 일출

제시부:
- 3. 등산
- 4. 숲으로 들어감

전개부:
- 5. 시내를 따라 산책
- 6. 폭포에서
- 7. 장관
- 8. 꽃 핀 초원에서
- 9. 목장에서
- 10. 숲을 지나다 길을 잃다
- 11. 빙하에서
- 12. 위험한 순간들

- 13. 정상에서
- 14. 공상

재현부:
- 14. 공상 (마지막 6마디)
- 15. 안개가 피어오르다
- 16. 해는 점차 구름에 가려진다
- 17. 비가
- 18. 폭풍우 전의 고요

- 19. 뇌우와 폭풍우, 하산

코다:
- 20. 일몰
- 21. 여운
- 22. 밤